# Rick Springfield
Rick Springfield (né Richard Lewis Springthorpe le 23 août 1949) est un auteur-compositeur-interprète et un acteur australien naturalisé Américain. De 1969 à 1971, il a été membre du groupe de pop rock Zoot (en), puis a commencé une carrière solo avec son premier single Speak to the Sky, qui a atteint le top 10 en Australie. Au milieu de l'année 1972, il déménage aux États-Unis.
En 1981, il atteint la première position aux États-Unis et en Australie avec Jessie's Girl (en), pour laquelle il gagne le Grammy Award du meilleur chanteur rock. 4 autres titres feront le top 10 aux États-Unis : I've Done Everything for You (en), Don't Talk to Strangers, Affair of the Heart (en) et Love Somebody. Deux de ses albums atteindront également ce sommet : Working Class Dog (en) (1981) et Success Hasn't Spoiled Me Yet (en) (1982).
Comme acteur, il tient le rôle du Dr Noah Drake (en) dans la série Hôpital central de 1981 à 1983 et de 2005 à 2008. En 2010, il publie son autobiographie Late, Late at Night: A Memoir.

## Jeunesse
Richard Lewis Springthorpe naît le 23 août 1949 à South Wentworthville (New South Wales) (en), en banlieue ouest de Sydney,. Il est le fils de Norman Springthorpe, un militaire de l'armée australienne, et d'Eileen,. Il a un frère aîné, Mike Springthorpe. En raison de la carrière Norman Springthorne, la famille déménage à Londres de 1960 à 1962, pour revenir en Australie en juin 1962, où ils s'installent en banlieue de Melbourne, à Ormond (Victoria) (en).

## Carrière musicale
Rick Springfield a 13 ans lorsqu'il joue pour la première fois de la guitare. Au secondaire, il forme le groupe Icy Blues. En 1964, il se joint comme guitariste de Moppa Blues aux côtés de Mike Elliott. Les autres membres sont Daniel Jones, Dennis Magee, et John Morgan. Le groupe changent deux fois de nom avant 1967, d'abord pour Group X, puis pour Daniel Jones Ensemble,. En 1968, Springfield est approché par Pete Watson et est invité à joindre le groupe de ce dernier, Rockhouse. C'est à ce moment qu'est utilisé pour la première fois le nom d'artiste « Rick Springfield »,.

## Carrière d'acteur
À l'écran Rick Springfield est surtout connu pour avoir interprété le rôle de Noah Drake dans la série américaine Hôpital central. Mais il a aussi fait des apparitions dans diverses séries télévisées telles que L'Incroyable Hulk, Wonder Woman, Drôles de dames, Galactica , Supernatural (saison 12, épisode 7). Il a même interprété son propre rôle dans les séries Californication, Hawaii 5-0 (série télévisée) (saison 1, épisode 22) et Hot in Cleveland (saison 3, épisode 16).
Il a également joué un client de Jane Bingum dans l'épisode 3 de la saison 6 de Drop Dead Diva.
Il tient également le rôle principal dans le film "Midnight Cop" (Intitulé simplement "Nick Knight en France) de Farhad Mann,  qui est un prologue à la série "Le Justicier des Ténèbres" (Forever Knight) et y' interprète Nick Knight, un vampire agé de 800 ans qui travaille comme détective de la brigade criminelle de Los Angeles dans le but de trouver la rédemption. Toutefois, il sera remplacé par Geraint Wyn Davies dans le rôle principal. 
Par contre il sera le rôle principal de la série Surfers détectives (High Tide), au côté de Yannick Bisson et George Segal, et ce pendant trois saisons entre 1994 et 1997.
Dans Boogie Night de Paul Thomas Anderson, bien qu'il n'apparaisse pas dans le film, on entend son tube Jessie's girl et il est cité comme le mentor musical du personnage principal joué par Mark Wahlberg.
Au cinéma, il a tenu le rôle principal dans le film Hard to hold ainsi qu'un rôle assez important dans le film Ricki and the Flash réalisé par Jonathan Demme, sorti en 2015 ou il joue le guitariste du groupe dont la leader Ricki est jouée par Meryl Streep.
En 2016, il a été engagé pour jouer le rôle de Lucifer dans la série Supernatural, et en 2017, il joue le rôle de pasteur Charles le temps d'un épisode dans American Horror Story: Cult.

## Vie personnelle
Rick Springfield est marié depuis 1984 avec Barbara Porter. Ils ont deux fils : Liam et Josh.

## Discographie
- Beginnings (1972)
- Comic Book Heroes (1973)
- Mission Magic! (1974)
- Wait for Night (en) (1976)
- Working Class Dog (en) (1981)
- Success Hasn't Spoiled Me Yet (en) (1982)
- Living in Oz (en) (1983)
- Hard to Hold (en) (1984)
- Beautiful Feelings (en) (1984)
- Tao (en) (1985)
- Rock of Life (1988)
- Karma (en) (1999)
- Shock/Denial/Anger/Acceptance (en) (2004)
- The Day After Yesterday (en) (2005)
- Christmas With You (2007)
- Venus in Overdrive (en) (2008)
- My Precious Little One: Lullabies For A New Generation (2009)
- Songs for the End of the World (en) (2012)
- Rocket Science (en) (2016)

## Prix et distinctions
Grammy Awards
| Année | Œuvre                   | Prix                             | Résultat   |
| ----- | ----------------------- | -------------------------------- | ---------- |
| 1982  | Jessie's Girl           | Best Rock Vocal Male Performance | Lauréat    |
| 1983  | I Get Excited           | Best Rock Vocal Male Performance | Nomination |
| 1983  | Don't Talk To Strangers | Best Pop Vocal Performance Male  | Nomination |
| 1984  | Affair of the Heart     | Best Rock Vocal Male Performance | Nomination |